# Jonathan Byrd's Racing
Jonathan Byrd's Racing é uma equipe norte-americana de automobilismo fundada em 1982 por Jonathan Byrd. Disputará as 500 Milhas de Indianápolis de 2015 com o piloto Bryan Clauson, em parceria com a KVSH Racing.

## História
Entre 1982 e 2001, a Jonathan Byrd's estreou na Indy 500 em 1985, com Rich Vogler, que guiou pela equipe até 1990. A morte do chefe de equipe Andy Kenopensky fez com que a JBR se juntasse à Hemelgarn Racing, como patrocinadora principal. Stan Fox substituiu Vogler e Billy Vukovich III (mortos em 1990), e conquistou na Indy 500 de 1991 um oitavo lugar. Buddy Lazier e Gordon Johncock também pilotaram carros da Hemelgarn com o patrocínio da JBR em 1992.
Scott Brayton (1993), John Andretti (1994), Davy Jones (1995), Arie Luyendyk (1996), Mike Groff (1996-97) e John Paul Jr. (1998) também guiaram em parceria com a Jonathan Byrd's em suas respectivas equipes (Dick Simon Racing, Foyt, Treadway Racing e Byrd-Cunningham) até a equipe suspender as atividades em 1999. A última participação da JBR na IRL foi em 2001, quando se associou novamente à Hemelgarn e com Jaques Lazier como piloto.

## Gestão dos irmãos Byrd
Jonathan Byrd, o fundador da equipe, sofreu um infarto em 2004 após uma cirurgia cardíaca, e ficou com o lado direito paralisado, situação que permaneceu até a morte, em 2009. Porém, a JBR retomou as atividades em 2005, desta vez sob a gerência de David e Jonathan II (filhos do fundador). agora em parceria com a Panther Racing. Buddy Lazier, que pilotara na associação Hemelgarn/Byrd's, voltou a guiar um carro com patrocínio da empresa. Lazier danificou o carro durante o Carb Day, mas conseguiu reparar o Dallara-Chevrolet #95 e conquistar um quinto lugar.

## Reformulação e estreia como equipe própria
Em maio de 2014, a Jonathan Byrd's Racing anunciou que estava retomando as atividades para disputar a Indy 500 de 2015. Bryan Clauson, que disputou a edição de 2012, foi escalado para o projeto, que inclui ainda a participação da JBR na corrida em 2016. A equipe disputará a Indy 500 numa associação com a KVSH Racing.